# Gauliga Nordmark 1935/36
Die Gauliga Nordmark 1935/36 war die dritte Spielzeit der Gauliga Nordmark im Fußball. Die Meisterschaft sicherte sich der Eimsbütteler TV mit sieben Punkten Vorsprung vor dem SC Victoria Hamburg. Der Eimsbütteler TV qualifizierte sich für die Endrunde um die deutsche Meisterschaft und schied dort bereits nach der Gruppenphase aus. Die Abstiegsränge belegten Union 03 Altona und der MSV Hansa Hamburg. Aus den Bezirksligen stiegen der FC St. Pauli und der FK Rothenburgsort auf.

## Abschlusstabelle
| Pl. | Verein                   | Sp. | S  | U | N  | Tore    | Quote | Punkte |
| --- | ------------------------ | --- | -- | - | -- | ------- | ----- | ------ |
| 1.  | Eimsbütteler TV (M)      | 18  | 17 | 0 | 1  | 089:260 | 3,42  | 34:20  |
| 2.  | SC Victoria Hamburg      | 18  | 13 | 1 | 4  | 067:330 | 2,03  | 27:90  |
| 3.  | Hamburger SV             | 18  | 10 | 3 | 5  | 049:380 | 1,29  | 23:13  |
| 4.  | KSV Holstein Kiel        | 18  | 9  | 1 | 8  | 055:530 | 1,04  | 19:17  |
| 5.  | SV Polizei Lübeck        | 18  | 7  | 4 | 7  | 049:540 | 0,91  | 18:18  |
| 6.  | Altonaer FC 1893         | 18  | 7  | 2 | 9  | 041:390 | 1,05  | 16:20  |
| 7.  | BV Phönix Lübeck (N)     | 18  | 6  | 4 | 8  | 037:500 | 0,74  | 16:20  |
| 8.  | SC Sperber Hamburg (N)   | 18  | 6  | 1 | 11 | 026:530 | 0,49  | 13:23  |
| 9.  | Union 03 Altona          | 18  | 3  | 2 | 13 | 024:530 | 0,45  | 08:28  |
| 10. | Militär SV Hansa Hamburg | 18  | 3  | 0 | 15 | 032:700 | 0,46  | 06:30  |

| (M) | Titelverteidiger                 |
| (N) | Aufsteiger aus der Bezirksklasse |

## Aufstiegsrunde

### Gruppe A
| Platz | Verein                                                               | Spiele | Tore  | Quote | Punkte |
| ----- | -------------------------------------------------------------------- | ------ | ----- | ----- | ------ |
| 1.    | FC St. Pauli (Bezirksmeister Groß-Hamburg, Staffel Hammonia)         | 4      | 13:30 | 4,33  | 7:1    |
| 2.    | Borussia 03 Gaarden (Bezirksmeister Schleswig-Holstein, Staffel Ost) | 4      | 07:40 | 1,75  | 5:3    |
| 3.    | Rostocker SC 1895 (Bezirksmeister Lübeck-Mecklenburg, Staffel 1)     | 4      | 03:16 | 0,19  | 0:8    |

### Gruppe B
| Platz | Verein                                                                     | Spiele | Tore  | Quote | Punkte |
| ----- | -------------------------------------------------------------------------- | ------ | ----- | ----- | ------ |
| 1.    | Rothenburgsorter FK 1908 (Bezirksmeister Groß-Hamburg, Staffel Hansa)      | 4      | 10:70 | 1,43  | 6:2    |
| 2.    | SpVgg Fortuna Glückstadt (Bezirksmeister Schleswig-Holstein, Staffel West) | 4      | 11:90 | 1,22  | 4:4    |
| 3.    | SV Neustadt-Glewe (Bezirksmeister Lübeck-Mecklenburg, Staffel 2)           | 4      | 09:14 | 0,64  | 2:6    |